# Azienda autonoma di Stato per i servizi pubblici
Azienda Autonoma di Stato per i Servizi Pubblici, nota anche attraverso l'acronimo AASS, è un'azienda pubblica sammarinese incaricata di gestire i servizi pubblici di San Marino. Gestisce la distribuzione dell'energia elettrica, dell'acqua e del gas naturale e le relative infrastrutture, il trattamento delle acque reflue, il ciclo dei rifiuti, la rete di trasporto pubblico, i servizi di macellazione e gli impianti tecnologici statali.

## Storia
All'inizio degli Anni '80 il Governo sammarinese istituì (LEGGE 26 novembre 1980 n.88) un sistema di aziende pubbliche autonome finalizzate a realizzare l'intervento dello Stato nell'ambito della produzione di beni e nella gestione di servizi pubblici destinati al soddisfacimento di necessità e a promuovere lo sviluppo socioeconomico della popolazione della Repubblica.
L'AASS ha iniziato la propria attività il 25 maggio 1981, sulla base della legge 25 maggio 1981 n.41.
L'Azienda Autonoma di Stato per i Servizi è stata costituita per garantire in modo efficace ed efficiente l'erogazione di servizi pubblici che precedentemente erano forniti in maniera non sistematica da imprese italiane, così da assicurare l'autonomia della Repubblica.
Nei primi anni 2000 è stata istituita un'autorità indipendente Autorità di Regolamentazione per i Servizi Pubblici e L'Energia.

## Struttura
Sono organi dell'Azienda:
- il Consiglio di Amministrazione
- il Presidente del Consiglio di Amministrazione
- il Collegio dei Sindaci Revisori

## Servizi
L'Azienda ha nelle proprie funzioni istituzionali l'impianto e l'esercizio dei seguenti servizi.

### Servizio Acqua-Gas
- gestione del sistema acquedottistico
- gestione di una centrale di potabilizzazione
- gestione del sistema di distribuzione del gas metano
- gestione di due stazioni di decompressione del metano

### Servizio Fognature
- gestione della rete di smaltimento dei reflui
- gestione degli impianti di sollevamento e trattamento dei reflui
- gestione della rete delle acque meteoriche

### Servizio Elettricità
- gestione del sistema di distribuzione dell'energia elettrica
- gestione di due sottostazioni elettriche 132kV/15kV
- illuminazione delle vie e delle aree pubbliche
- colonnine di ricarica delle auto elettriche
- gestione degli impianti F.E.R. in connessione con lo Sportello Energia[5]

### Servizio Igiene Urbana
- gestione della raccolta dei rifiuti solidi urbani
- gestione di un centro di multiraccolta
- gestione del sistema di raccolta porta a porta

### Servizio Trasporti
- gestione della rete di trasporto urbano
- officina di riparazione del parco automezzi pubblico
- gestione della Funivia Borgo Maggiore a Città di San Marino

### Servizio Macello Pubblico
- gestione della macellazione e controllo degli animali destinati al consumo umano

### Servizio Tecnologico, Informatica, Telecontrollo e Telecomunicazioni
- gestione della manutenzione degli impianti tecnologici degli immobili dello Stato
- gestione dei sistemi informatici aziendali
- gestione dei sistemi di Telecontrollo e Telelettura degli impianti a rete.
- gestione del proprio sistema di telecomunicazione in fibra ottica e della rete FTTH